# Velkomst
|  | Denne artikel er oprettet af botten PalnaBot ud fra en ekstern database. Den kan derfor have sproglige fejl eller mangler. Denne skabelon kan fjernes efter kontrol af indholdet. |

Velkomst er en film instrueret af Eva Bjerregaard efter manuskript af Eva Bjerregaard.

## Handling
Forberedelser til et statsbesøg med sikkerhedsvagter, røde løbere og ventetid. Livgarden inspiceres, store biler kører frem, løberne støvsuges en ekstra gang. Der ventes på flyveren med den prominente gæst. Majestæten og gemalen, to skridt bagved, er med i dette kendte ritual, der får en overraskende udvikling. Indgår også i antologien »Ritualer«.